# 上出洋介
上出 洋介（かみで ようすけ、1943年5月15日 - 2021年12月9日）は、日本の地球宇宙物理学者。学位は、理学博士（東京大学・1973年）。名古屋大学名誉教授。りくべつ宇宙地球科学館館長。北海道小樽市出身。オーロラ研究の第一人者。

## 略歴
北海道札幌西高等学校を経て、1972年、東京大学大学院理学系研究科博士課程修了（理学博士）。日本学術振興会学術奨励研究員（東京大学理学部）の後、渡米。アラスカ大学地球物理研究所、コロラド大学環境科学研究所、米国立地球物理データセンター、米国立宇宙環境研究所などを経て、1992年より名古屋大学太陽地球環境研究所教授（1999年より2005年まで同所長）。2008年より2010年まで京都大学生存圏研究所特任教授。名古屋大学名誉教授、りくべつ宇宙地球科学館館長。専門は、宇宙空間物理学、特にオーロラ、磁気嵐など、太陽地球系現象のモデリング。
日本学術会議地球電磁気研連委員長、地球電磁気・地球惑星圏学会評議員、国際地球電磁気学会副会長など、多くの国内／国際学会委員を歴任。
American Geophysical Union の Geophysical Research Letters、Journal of Geophysical Research-Space Physics（宇宙／地球科学で最高との定評）の編集長を計11年間務めたほか、Space Science Reviews（ヨーロッパ）、Reviews of Geophysics and Space Physics などのレビュー誌のBoard メンバー、Advance in Space Research (COSPAR), Space Weather (American Geophysical Union), Space Research Today, Journal of Geomagnetism and Geoelectricity（日本） など数多くの学術専門誌特集号の編集委員を務める。Terrestrial, Atmospheric and Oceanic Sciences（台湾）の国際Editorial Boardメンバーである。
また、一般向けの著書を出しており、科学館、企画展、プラネタリウム製作などのアウトリーチにも力を注いだ。

## 主な著書
- 「オーロラと宇宙の神秘」（サイエンス社）
- 「太陽風と地球磁場」（共編著）（日経サイエンス社）
- 「オーロラと磁気嵐」（東京大学出版会）
- 「オーロラ 太陽からのメッセージ」（山と渓谷社）
- 「オーロラのひみつ」（偕成社）
- 「オーロラ ウォッチングガイド」（JTBパブリッシング）
- 「太陽のきほん」（誠文堂新光社）
- 「オーロラの科学 人はなぜオーロラにひかれるのか」（誠文堂新光社）
- 「太陽と地球のふしぎな関係」（講談社ブルーバックス）、「太陽活動と地球」（丸善出版）
- 「オーロラ 宇宙の渚をさぐる」（角川選書）
- 「総説・宇宙天気」（共編著）京都大学学術図書出版会
- “Solar Wind-Magnetosphere Coupling”（共編著）Terra/Reidel Publishing, “Magnetosphere-Ionosphere Coupling”（共著）Springer Verlag
- “Magnetic Storms”（共編著）American Geophysical Union
- “Multiscale Coupling of Sun-Earth Processes”（共編著）Elsevier
- “Handbook of the Solar-Terrestrial Environment”（共編著）Springer Verlag

## 授賞
- 英国王立天文学士院よりプライスメダル授賞
- 米国地球物理学連合フェロー
- 英国王立天文学士院フェロー
- 国際宇宙アカデミー会員
- アジア・大洋洲地球科学会名誉会員[4]
- 地球電磁気・地球惑星圏学会より田中舘賞、長谷川・永田賞授賞
- アジア・大洋洲地球科学会アクスフォードメダル授賞[3]